# Argo (azienda)

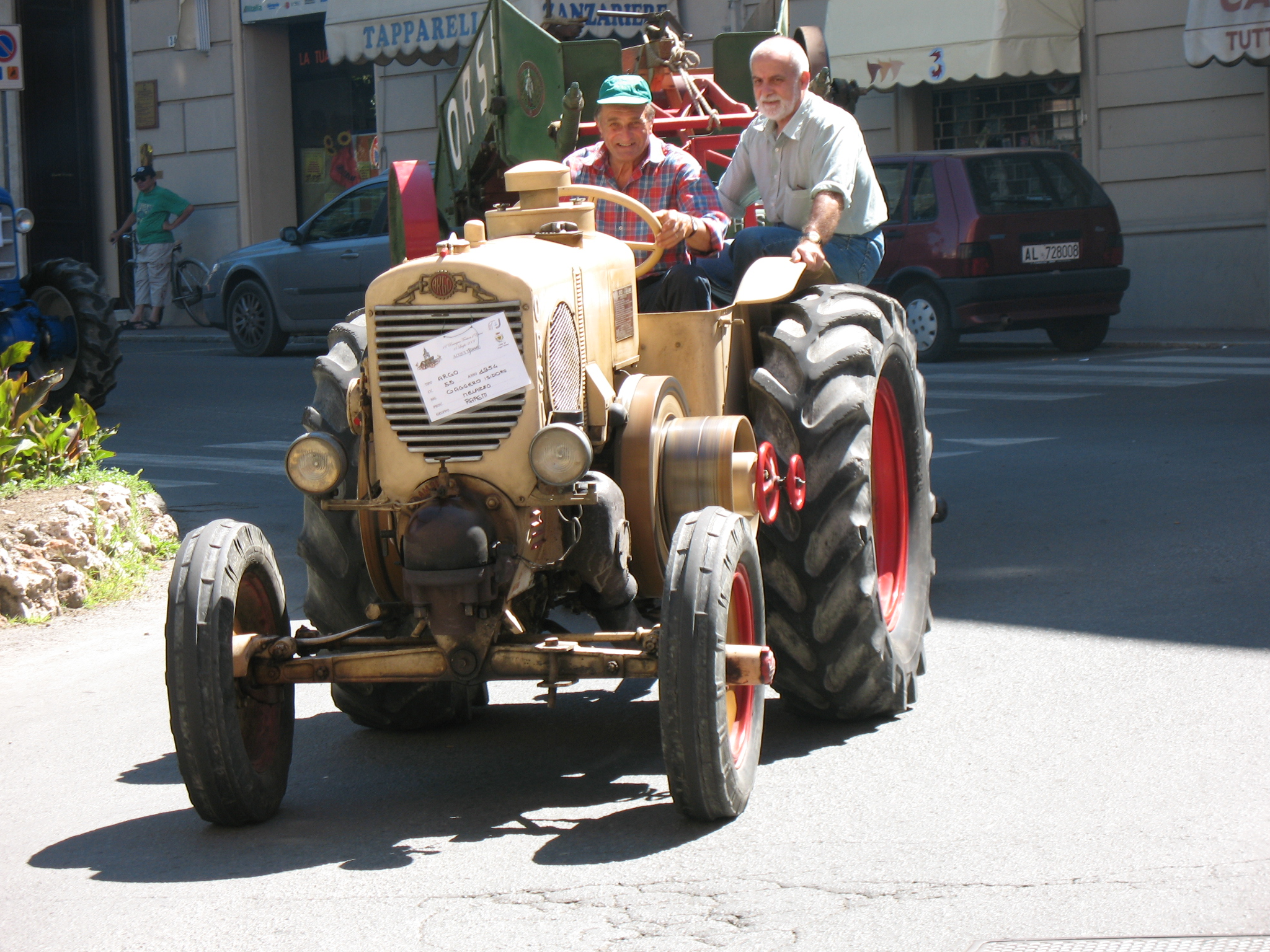
Un trattore Argo

Argo è una holding italiana di partecipazioni industriali e società di servizi nel settore della meccanizzazione agricola.

## Storia
Nel 1980, i fratelli Morra acquistano la società MBS di Reggio Emilia, produttrice di ingranaggi ed organi di trasmissione per il settore della meccanizzazione agricola.
Nel 1987, acquistano la società Pegoraro di Vicenza, produttrice di attrezzature per la lavorazione secondaria del terreno: erpici, frese e aratri.
Nel 1988, acquistano la società Fort di Luzzara, produttrice di macchine per lo sfalcio, il trattamento e la raccolta dei foraggi.
Sempre nel 1988, viene fondata la capogruppo Argo.
Nel 1994, viene acquisita la maggioranza della società Landini di Fabbrico, produttrice di trattori.
Nel 1995 viene acquistata la società Valpadana di San Martino in Rio, produttrice di trattori specialistici di piccola potenza.
Nel 2000 viene acquistata la società S.e.p. di San Martino in Rio, produttrice di attrezzi nel settore della piccola meccanizzazione agricola: motocoltivatori, motozappe, motofalciatrici. Valpadana viene inglobata in Sep, che viene rinominata Valpadana. Il marchio Sep non scompare ma rimane per le attrezzature della piccola meccanizzazione agricola.
Sempre nel 2000 viene acquistata la società Laverda di Breganze, produttrice di mietitrebbiatrici.
Nel 2001 CNH Global, nata dall'acquisizione di Case IH da parte di New Holland, deve cedere lo stabilimento inglese di Doncaster dove vengono costruiti i trattori Case e lo stabilimento francese di Saint-Dizier dove vengono progettate e prodotte trasmissioni per trattori agricoli, a causa della decisione dell'antitrust europeo che altrimenti non avrebbe approvato la fusione tra le due società. Argo acquisisce da CNH Global codesti stabilimenti, oltre al marchio McCormick, con due società, rispettivamente McCormick International Tractors e McCormick France. Il marchio McCormick sarebbe andato a sostituire il marchio Case sui trattori Case prodotti nello stabilimento inglese appena acquisito.
La società Landini SpA viene rinominata Argo tractors SpA.
La società Laverda viene ceduta al gruppo AGCO nel novembre 2010; sin dal 2007, AGCO deteneva quote societarie in Laverda.

## Marchi
- Landini
- McCormick
- Valpadana
- S.E.P.
- Fort (non utilizzato)
- Pegoraro (Alpego)

## Stabilimenti
- Fabbrico: Landini, McCormick, EMMEGI (cabine per trattori), EMMEVI
- San Martino in Rio: Landini, Valpadana (trattorini garden e monoasse)
- Luzzara: Landini, Mc Cormick (trattori specialistici, frutteti e vigneti)
- Doncaster (chiuso)
- Saint-Dizier: centro ricambi McCormick
- San José di Pinhais: Landini